# The Mescaleros
The Mescaleros fue la banda del cantante y guitarrista ex The Clash Joe Strummer desde 1999 hasta su muerte en 2002. El grupo contó con muchos integrantes multi-instrumentales durante su corta existencia incluyendo a Tymon Dogg, un viejo amigo de Strummer durante su época en The 101'ers. El nombre de la banda hacía alusión al alucinógeno mescalina.

## Historia
The Mescaleros se formó como consecuencia de los trabajos de Joe Strummer con el percusionista Pablo Cook en la grabación de las bandas sonoras de Tunnel of Love y Question of Honour. El grupo tocó con su primera formación el 5 de junio de 1999 en Sheffield y desde ese momento emprendió una larga gira por los Estados Unidos y Europa.
Más tarde, la banda firmó con la discográfica californiana Hellcat Records y lanzó su primer álbum, Rock Art and the X-Ray Style. Los shows de la gira posterior incluyeron varios clásicos de The Clash además de las canciones del grupo. Tras reformar la alineación The Mescaleros emitió su segundo disco de estudio, Global a Go-Go. En esta ocasión, los shows de la gira para promocionarlo incluyeron además de clásicos de Clash como "London Calling" y "Rudie Can't Fail" y clásicos del reggae como "The Harder They Come" y "A Message to You, Rudie" el tema "Blitzkrieg Bop" de Ramones con el cual el grupo cerraba sus recitales a modo de homenaje al recientemente fallecido Joey Ramone.
Como ya había mostrado en The Clash, Strummer experimentó con muchos géneros musicales diversos como el reggae, el jazz, el funk, el hip-hop y el country además de, por supuesto, el punk rock. El grupo también fue el protagonista del documental Lets Rock Again de Dick Rude y sus canciones fueron usadas para las películas Black Hawk Down y Sr. y Sra. Smith.
El 16 de noviembre de 2002, Joe Strummer & the Mescaleros tocó en un recital a beneficio de los bomberos de Londres en el Acton Town Hall. En ese recital Mick Jones, ex guitarrista de The Clash, se reunió con Strummer en el escenario por primera vez en casi 20 años para tocar los temas "Bankrobber", "White Riot" y "London's Burning". Poco después, el 22 de noviembre, The Mescaleros tocó por última vez en un show de Liverpool. Un mes más tarde, Strummer murió víctima de una falla cardíaca cuando se encontraba grabando con el grupo el álbum Streetcore. El disco fue lanzado póstumo el 30 de octubre de 2003.

## Miembros
- Joe Strummer - voz y guitarra (1999-2002)
- Martin Slattery - guitarra, teclado, saxofón y flauta (1999-2002)
- Scott Shields - guitarra y bajo (1999-2002)
- Antony Genn - guitarra (1999-2000)
- Simon Stafford - bajo y trombón (2001-2002)
- Tymon Dogg - violín, guitarra criolla y teclado (2000-2002)
- John Blackburn - bajo (2000)
- Jimmy Hogarth - bajo (2000)
- Pablo Cook - percusión (1999-2001)
- Luke Bullen - batería (2001-2002)
- Smiley Barnard - batería (1999-2000)

## Discografía
- Rock Art and the X-Ray Style (1999)
- Global a Go-Go (2001)
- Streetcore (2003)